# Foot-Ball Club Juventus 1933-1934
Questa voce raccoglie le informazioni riguardanti il Foot-Ball Club Juventus nelle competizioni ufficiali della stagione 1933-1934.

## Divise
| Casa | 1ª portiere | 2ª portiere |

## Rosa
| N. |                   | Ruolo | Calciatore                  |
| -- | ----------------- | ----- | --------------------------- |
|    | Italia (bandiera) | P     | Gianpiero Combi             |
|    | Italia (bandiera) | P     | Cesare Valinasso            |
|    | Italia (bandiera) | D     | Umberto Caligaris           |
|    | Italia (bandiera) | D     | Mario Ferrero               |
|    | Italia (bandiera) | D     | Virginio Rosetta (capitano) |
|    | Italia (bandiera) | D     | Varglien II                 |
|    | Italia (bandiera) | C     | Luigi Bertolini             |
|    | Italia (bandiera) | C     | Teobaldo Depetrini          |

| N. |                   | Ruolo | Calciatore         |
| -- | ----------------- | ----- | ------------------ |
|    | Italia (bandiera) | C     | Luis Monti         |
|    | Italia (bandiera) | C     | Varglien I         |
|    | Italia (bandiera) | A     | Borel II           |
|    | Italia (bandiera) | A     | Renato Cesarini    |
|    | Italia (bandiera) | A     | Giovanni Ferrari   |
|    | Italia (bandiera) | A     | Marcello Mihalich  |
|    | Italia (bandiera) | A     | Raimundo Orsi      |
|    | Italia (bandiera) | A     | Pietro Sernagiotto |

## Risultati

### Serie A

#### Girone di andata
| Arbitro: | Carminati (Milano) |

|                                             |           |            |
| Sernagiotto 19’ Borel 60’, 62’ Cesarini 77’ | Marcatori | 69’ Busoni |

| Arbitro: | Ciamberlini (Genova) |

|                           |           |              |
| Riccardi 11’ Cattaneo 75’ | Marcatori | 53’ Cesarini |

| Arbitro: | Casati (Como) |

|                                                                   |           |            |
| Sernagiotto 23’ Monti 26’ Cesarini 32’ Borel 59’ Ferrari 62’, 87’ | Marcatori | 4’ Cornara |

| Arbitro: | Caironi (Milano) |

|                        |           |                     |
| Guaita 9’ Scopelli 41’ | Marcatori | 36’, 46’, 85’ Borel |

| Arbitro: | Barlassina (Novara) |

|                                                    |           |  |
| Cesarini 13’ Ferrari 36’ Borel 55’ Sernagiotto 90’ | Marcatori |  |

| Arbitro: | Melandri (Genova) |

|  |           |           |
|  | Marcatori | 32’ Borel |

| Arbitro: | Bevilacqua (Viareggio) |

|           |           |             |
| Borel 17’ | Marcatori | 46’ Palumbo |

| Arbitro: | Bonivento (Venezia) |

|                                |           |  |
| Vojak 26’ (rig.) Buscaglia 51’ | Marcatori |  |

| Arbitro: | Scorzoni (Bologna) |

|                                                                |           |  |
| G. Varglien 15’ Pizziolo 60’ (aut.) Borel 69’, 71’ Ferrari 85’ | Marcatori |  |

| Arbitro: | Dattilo (Roma) |

|                                    |           |                           |
| Meazza 48’ Frione 61’ Levratto 85’ | Marcatori | 50’ Borel 66’ M. Varglien |

| Arbitro: | Caironi (Milano) |

|                                                                |           |           |
| Cesarini 4’, 72’, 90’ Ferrari 25’ Borel 43’, 71’ Orsi 59’, 62’ | Marcatori | 12’ Patri |

| Arbitro: | Salvagno (Trieste) |

|                                   |           |            |
| Orsi 40’, 69’ Borel 49’, 66’, 67’ | Marcatori | 44’ Perini |

| Arbitro: | Bertoli (Vicenza) |

|                                      |           |              |
| Moretti 1’, 75’ Caligaris 59’ (aut.) | Marcatori | 16’ Cesarini |

| Arbitro: | Bevilacqua (Viareggio) |

|                            |           |                           |
| Montesanto 67’ Fedullo 81’ | Marcatori | 43’ Bertolini 58’ Ferrari |

| Arbitro: | Mazza (Torre del Greco) |

|                               |           |                    |
| Monti 40’ Bertagni 74’ (aut.) | Marcatori | 5’, 84’ L. Fantoni |

| Arbitro: | Caironi (Milano) |

|           |           |                           |
| Busini 4’ | Marcatori | 24’ Sernagiotto 45’ Borel |

| Arbitro: | Mazzarini (Roma) |

|                                |           |  |
| Borel 50’, 89’ G. Varglien 62’ | Marcatori |  |

#### Girone di ritorno
| Livorno 14 gennaio 1934, ore 14:30 CET 18ª giornata | Livorno           | 0 – 0 referto | Juventus | Stadio Edda Ciano Mussolini\| Arbitro: \| Melandri (Genova) \| |
| Arbitro:                                            | Melandri (Genova) |               |          |                                                                |

| Arbitro: | Barlassina (Novara) |

|                                     |           |              |
| Ferrari 45’ Borel 55’ Depetrini 72’ | Marcatori | 80’ Cattaneo |

| Arbitro: | Carraro (Padova) |

|  |           |                                    |
|  | Marcatori | 5’ Borel 15’ Depetrini 78’ Ferrari |

| Arbitro: | Melandri (Genova) |

|                                       |           |              |
| Borel 14’ G. Varglien 24’ Ferrari 80’ | Marcatori | 47’ Scopelli |

| Arbitro: | Bevilacqua (Viareggio) |

|        |           |                           |
| Bo 66’ | Marcatori | 50’ Borel 77’ G. Varglien |

| Arbitro: | Gianni (Firenze) |

|             |           |            |
| Ferrari 62’ | Marcatori | 89’ Faotto |

| Arbitro: | Scorzoni (Bologna) |

|  |           |           |
|  | Marcatori | 51’ Borel |

| Arbitro: | Carraro (Padova) |

|                            |           |  |
| Monti 20’ (rig.) Borel 82’ | Marcatori |  |

| Arbitro: | Melandri (Genova) |

|                         |           |                           |
| Prendato 18’ Gringa 67’ | Marcatori | 11’ G. Varglien 40’ Borel |

| Torino 1º aprile 1934, ore 15:00 CET 27ª giornata | Juventus           | 0 – 0 referto | Ambrosiana-Inter | Stadio Municipale Benito Mussolini\| Arbitro: \| Scorzoni (Bologna) \| |
| Arbitro:                                          | Scorzoni (Bologna) |               |                  |                                                                        |

| Arbitro: | Barlassina (Novara) |

|  |           |                           |
|  | Marcatori | 32’ Borel 73’ G. Varglien |

| Arbitro: | Carraro (Padova) |

|            |           |                         |
| Bianchi 8’ | Marcatori | 3’ G. Varglien 23’ Orsi |

| Arbitro: | Ciamberlini (Genova) |

|                                           |           |  |
| Ferrari 5’, 10’ Borel 15’ Sernagiotto 48’ | Marcatori |  |

| Arbitro: | Mazzarini (Roma) |

|                                                        |           |             |
| Borel 21’ Orsi 37’ (rig.) Ferrari 58’ Monti 77’ (rig.) | Marcatori | 27’ Fedullo |

| Arbitro: | Melandri (Genova) |

|  |           |                    |
|  | Marcatori | 50’ Orsi 80’ Borel |

| Arbitro: | Bevilacqua (Viareggio) |

|                                                    |           |             |
| Ferrari 1’, 10’ Borel 22’ Orsi 44’ Sernagiotto 86’ | Marcatori | 61’ Spivach |

| Arbitro: | Bevilacqua (Viareggio) |

|  |           |                             |
|  | Marcatori | 25’ Ferrari 57’ Sernagiotto |

## Riserve
La squadra riserve della Juventus ha disputato nella stagione 1933-1934 il girone C del campionato di Prima Divisione.

### Rosa
| N. |                   | Ruolo | Calciatore          |
| -- | ----------------- | ----- | ------------------- |
|    | Italia (bandiera) | D     | Ferruccio Benedetto |
|    | Italia (bandiera) | C     | Lino Cason          |
|    | Italia (bandiera) | C     | Teobaldo Depetrini  |
|    | Italia (bandiera) | D     | Mario Ferrero       |
|    | Italia (bandiera) | D     | Mario Genta         |
|    | Italia (bandiera) | C     | Cesare Lionard      |
|    | Italia (bandiera) | P     | Francesco Miglio    |
|    | Italia (bandiera) | A     | Marcello Mihalich   |

| N. |                   | Ruolo | Calciatore          |
| -- | ----------------- | ----- | ------------------- |
|    | Italia (bandiera) | C     | Luciano Ramella     |
|    | Italia (bandiera) | C     | Luciano Robotti     |
|    | Italia (bandiera) | A     | Athos Roffi         |
|    | Italia (bandiera) | A     | Enzo Rosa           |
|    | Italia (bandiera) | D     | Duilio Santagostino |
|    | Italia (bandiera) | D     | Corrado Tamietti    |
|    | Italia (bandiera) | P     | Cesare Valinasso    |